# Desamparados (kanton)
Desamparados - kanton w Kostaryce, w prowincji San José. Jego stolicą jest Desamparados. Kanton dzieli się na 12 dystryktów:
- Damas
- Desamparados
- Frailes
- Gravilias
- Patarrá
- Rosario
- San Antonio
- San Cristóbal
- San Juan de Dios
- San Miguel
- San Rafael Abajo
- San Rafael Arriba